# Міжусобна війна на Русі (1158—1161)
Міжусобна війна на Русі (1158—1161) — боротьба за владу в київському та інших руських князівствах, яка почалася під час князювання Ізяслава Давидовича, через його втручання в боротьбу за владу в галицькому князівстві. Головним суперником Ізяслава Давидовича в боротьбі за владу в Києві був старший Мономахович — князь смоленський Ростислав Мстиславович. Наслідком боротьби стала загибель Ізяслава Давидовича від рук чорних клобуків.